# I Am Rich
I Am Rich ("Ta giàu có") là một chương trình cho iPhone của Apple, từng được phân phối trên App Store. Khi được khởi động, chương trình làm hiện ra một viên ngọc đỏ rực, và "câu thần chú" sau bằng chữ lớn:
| Lời gốc tiếng Anh I am rich I deserv it I am good, healthy & successful | Lời dịch tiếng Việt Ta giàu có Ta xứng đáng được nó Ta tốt lành, mạnh khỏe & thành đạt |

Chương trình được tác giả miêu tả là "một tác phẩm nghệ thuật không có chức năng nào được giấu giếm", và mục đích duy nhất của nó là cho những người khác thấy rằng người sở hữu nó có tiền (để mua nó), vì thế nó là một loại hàng hóa Veblen. I Am Rich được bán trên App Store với giá là US$999,99, €799,99, và £599,99. Ngày hôm sau khi được bày bán, chương trình bị gỡ bỏ ra khỏi App Store.
Trong thời gian được bày bán, có tám người đã bỏ tiền ra mua chương trình này, trong đó ít nhất một người cho rằng họ đã không cố ý mua nó. Tám lần mua này đã đem lại cho tác giả đến US$5.600, nhưng ông lại cho rằng Apple đã chưa thanh toán khoản tiền đó.
Ngày 23 tháng 2 năm 2009, CNET đã đưa tin về một chương trình tương tự, tên là "I Am Richer" (Ta giàu hơn) đã được phát hành cho hệ điều hành Android và được bày bán trên cửa hàng bán chương trình cho Android vơi giá là US$200 (giá tối đa mà Google cho phép). Khác với Apple, Google không gỡ bỏ chương trình.